# Ла Хера (Њу Мексико)
Ла Хера (енгл. La Jara) насељено је место без административног статуса у америчкој савезној држави Њу Мексико.

## Демографија
По попису из 2010. године број становника је 207, што је 2 (-1,0%) становника мање него 2000. године.
| Група             | 2000.       | 2010.       |
| Белци             | 41 (19,6%)  | 42 (20,3%)  |
| Афроамериканци    | 0 (0,0%)    | 1 (0,5%)    |
| Азијати           | 0 (0,0%)    | 2 (1,0%)    |
| Хиспаноамериканци | 166 (79,4%) | 155 (74,9%) |
| Укупно            | 209         | 207         |